# AR-4
La AR-4 fu una bomba aviolanciata antiuomo usata dalla Regia Aeronautica durante la seconda guerra mondiale.  Fu largamente usata durante i bombardamenti di Malta e nel teatro del Nordafrica. 
Dagli inglesi venne denominata "Thermos bomb" per la sua apparente rassomiglianza ad un thermos. 
La bomba era costituita da un cilindro di 31 cm di lunghezza, di acciaio (corpo) ed alluminio (parte superiore) e dal peso di 3,68 kg. Veniva dotata di una spoletta meccanica della ditta Costruzioni Meccaniche Società Romana che era progettata per non esplodere all'impatto ma era sensibile al movimento/vibrazione. 
La bomba detonava al minimo movimento e poteva essere letale in un raggio di circa 30 m, con un raggio massimo di 90 m.
La distruzione di ordigni inesplosi era normalmente realizzata o attaccandoli a una corda e poi scuotendoli violentemente per farne attivare la spoletta o piazzando una piccola carica esplosiva a loro lato.
Una versione successiva della spoletta introdusse un ritardo di 60-80 ore dal momento dell'innesco.